# Condado de Conecuh
El condado de Conecuh es un condado de Alabama, Estados Unidos. Tiene una superficie de 2208 km² y una población de 14 089 habitantes (según el censo de 2000). La sede de condado es Evergreen.

## Historia
El Condado de Conecuh se fundó el 13 de febrero de 1818.

## Geografía
Según la Oficina del Censo de los Estados Unidos el condado tiene un área total de 2208 km², de los cuales 2204 km² son de tierra y 4 km² de agua (0,18%).

### Principales autopistas
- Interstate 65
- U.S. Highway 31
- U.S. Highway 84
- State Route 41
- State Route 83

### Condados adyacentes
- Condado de Butler (noreste)
- Condado de Covington (sureste)
- Condado de Escambia (sur)
- Condado de Monroe (noroeste)

### Ciudades y pueblos
- Castleberry
- Evergreen
- McKenzie (parcialmente - Parte de McKenzie se encuentra en el Condado de Butler)
- Repton

## Demografía
| Población histórica Año Población ±% 1900 17 514 — 1910 21 433 +22.4 % 1920 24 593 +14.7 % 1930 25 429 +3.4 % 1940 25 489 +0.2 % 1950 21 776 −14.6 % 1960 17 762 −18.4 % 1970 15 645 −11.9 % 1980 15 884 +1.5 % 1990 14 054 −11.5 % 2000 14 089 +0.2 % |           |         |
| Población histórica |           |         |
| Año | Población | ±%      |
| 1900 | 17 514    | —       |
| 1910 | 21 433    | +22.4 % |
| 1920 | 24 593    | +14.7 % |
| 1930 | 25 429    | +3.4 %  |
| 1940 | 25 489    | +0.2 %  |
| 1950 | 21 776    | −14.6 % |
| 1960 | 17 762    | −18.4 % |
| 1970 | 15 645    | −11.9 % |
| 1980 | 15 884    | +1.5 %  |
| 1990 | 14 054    | −11.5 % |
| 2000 | 14 089    | +0.2 %  |